# Anomala capillula
Anomala capillula är en skalbaggsart som beskrevs av Lin 1996. Anomala capillula ingår i släktet Anomala och familjen Rutelidae. Inga underarter finns listade i Catalogue of Life.